# أبو بكر السجستاني
أبو بكر محمد بن عزيز السجستاني (ت. 330 هـ) صاحب تفسير غريب القرآن المسمّى بـ «نزهة القلوب».
هو محمد بن عزيز السجستاني، أبو بكر العزيزي. كانت اقامته ببغداد.